# Lytocarpia brachiatus
Lytocarpia brachiatus är en nässeldjursart som först beskrevs av Jean-Baptiste Lamarck 1816.  Lytocarpia brachiatus ingår i släktet Lytocarpia och familjen Aglaopheniidae. Inga underarter finns listade i Catalogue of Life.